# Apiciopsis stefania
Apiciopsis stefania är en fjärilsart som beskrevs av Paul Dognin 1894. Apiciopsis stefania ingår i släktet Apiciopsis och familjen mätare. Inga underarter finns listade i Catalogue of Life.